# Maria Giovanna Gabriella d'Asburgo-Lorena
Maria Giovanna Gabriella Giuseppa Antonia d'Asburgo-Lorena, (in tedesco Maria Johanna Gabriela Josepha Antonia), arciduchessa d'Austria (Vienna, 4 febbraio 1750 – Vienna, 23 dicembre 1762), era l'undicesima figlia - l'ottava femmina - dell'arciduchessa regnante Maria Teresa d'Austria e di Francesco Stefano I di Lorena, sacro romano imperatore.

## Biografia

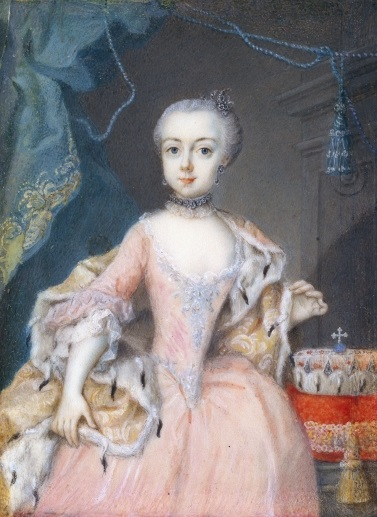
Maria Giovanna d'Asburgo-Lorena in un ritratto realizzato nel 1759

### Infanzia
L'arciduchessa Maria Giovanna Gabriella Giuseppa Antonia, comunemente chiamata Giovanna, nacque alla Hofburg di Vienna il 4 febbraio 1750 come undicesima figlia di Francesco Stefano di Lorena, imperatore del Sacro Romano Impero e Maria Teresa d'Austria, arciduchessa d'Austria e regina d'Ungheria e Boemia. Un anno dopo la sua nascita, nel 1751, nacque l'arciduchessa Maria Giuseppina, sua sorella prediletta.
Era una figlia cadetta dell'imperatrice Maria Teresa d'Austria e dell'imperatore Francesco Stefano di Lorena, ma cadette furono anche le sue sorelle Maria Giuseppina, Maria Carolina, Maria Antonietta e Maria Amalia, nate rispettivamente nel 1751, 1752, 1755 e 1746. Costoro ricevettero un'educazione leggermente più bassa rispetto alle loro sorelle maggiori, nate nel 1738, 1742 e 1743.
Maria Giovanna era molto amabile e buona, legatissima alle sorelle Maria Giuseppina e Maria Amalia: le tre bambine condividevano la stessa stanza.

### Fidanzamento e morte
Giovanna Gabriella venne fidanzata con il re Ferdinando IV di Napoli, figlio di Carlo III di Spagna, ma morì il 23 dicembre 1762 di vaiolo, a soli dodici anni. È sepolta nella Cripta Imperiale, a Vienna.

## Ascendenza
|                                               |                      |                                       | Genitori                                                     |  |  | Nonni |  |  | Bisnonni          |  |  | Trisnonni           |  |
|                                               |                      |                                       |                                                              |  |  |       |  |  | Carlo V di Lorena |  |  | Nicola II di Lorena |  |
|                                               |                      |                                       |                                                              |  |  |       |  |  | Carlo V di Lorena |  |  | Nicola II di Lorena |  |
|                                               |                      | Claudia Francesca di Lorena           |                                                              |  |  |       |  |  | Carlo V di Lorena |  |  |                     |  |
| Leopoldo di Lorena                            |                      |                                       |                                                              |  |  |       |  |  | Carlo V di Lorena |  |  |                     |  |
|                                               |                      | Eleonora Maria Giuseppina d'Austria   | Ferdinando III d'Asburgo                                     |  |  |       |  |  |                   |  |  |                     |  |
|                                               |                      | Eleonora Maria Giuseppina d'Austria   | Ferdinando III d'Asburgo                                     |  |  |       |  |  |                   |  |  |                     |  |
|                                               |                      | Eleonora Maria Giuseppina d'Austria   | Eleonora Gonzaga-Nevers                                      |  |  |       |  |  |                   |  |  |                     |  |
| Francesco Stefano di Lorena                   |                      | Eleonora Maria Giuseppina d'Austria   |                                                              |  |  |       |  |  |                   |  |  |                     |  |
|                                               |                      | Filippo I di Borbone-Orléans          | Luigi XIII di Francia                                        |  |  |       |  |  |                   |  |  |                     |  |
|                                               |                      | Filippo I di Borbone-Orléans          | Luigi XIII di Francia                                        |  |  |       |  |  |                   |  |  |                     |  |
|                                               |                      | Filippo I di Borbone-Orléans          | Anna d'Austria                                               |  |  |       |  |  |                   |  |  |                     |  |
| Elisabetta Carlotta di Borbone-Orléans        |                      | Filippo I di Borbone-Orléans          |                                                              |  |  |       |  |  |                   |  |  |                     |  |
|                                               |                      | Elisabetta Carlotta di Baviera        | Carlo I Luigi del Palatinato                                 |  |  |       |  |  |                   |  |  |                     |  |
|                                               |                      | Elisabetta Carlotta di Baviera        | Carlo I Luigi del Palatinato                                 |  |  |       |  |  |                   |  |  |                     |  |
|                                               |                      | Elisabetta Carlotta di Baviera        | Carlotta d'Assia-Kassel                                      |  |  |       |  |  |                   |  |  |                     |  |
| Maria Giovanna Gabriella                      |                      | Elisabetta Carlotta di Baviera        |                                                              |  |  |       |  |  |                   |  |  |                     |  |
|                                               | Leopoldo I d'Asburgo | Ferdinando III d'Asburgo              |                                                              |  |  |       |  |  |                   |  |  |                     |  |
|                                               | Leopoldo I d'Asburgo | Ferdinando III d'Asburgo              |                                                              |  |  |       |  |  |                   |  |  |                     |  |
|                                               | Leopoldo I d'Asburgo | Maria Anna di Spagna                  |                                                              |  |  |       |  |  |                   |  |  |                     |  |
| Carlo VI d'Asburgo                            | Leopoldo I d'Asburgo |                                       |                                                              |  |  |       |  |  |                   |  |  |                     |  |
|                                               |                      | Eleonora del Palatinato-Neuburg       | Filippo Guglielmo del Palatinato                             |  |  |       |  |  |                   |  |  |                     |  |
|                                               |                      | Eleonora del Palatinato-Neuburg       | Filippo Guglielmo del Palatinato                             |  |  |       |  |  |                   |  |  |                     |  |
|                                               |                      | Eleonora del Palatinato-Neuburg       | Elisabetta Amalia d'Assia-Darmstadt                          |  |  |       |  |  |                   |  |  |                     |  |
| Maria Teresa d'Austria                        |                      | Eleonora del Palatinato-Neuburg       |                                                              |  |  |       |  |  |                   |  |  |                     |  |
|                                               |                      | Luigi Rodolfo di Brunswick-Lüneburg   | Antonio Ulrico di Brunswick-Lüneburg                         |  |  |       |  |  |                   |  |  |                     |  |
|                                               |                      | Luigi Rodolfo di Brunswick-Lüneburg   | Antonio Ulrico di Brunswick-Lüneburg                         |  |  |       |  |  |                   |  |  |                     |  |
|                                               |                      | Luigi Rodolfo di Brunswick-Lüneburg   | Elisabetta Giuliana di Schleswig-Holstein-Sonderburg-Norburg |  |  |       |  |  |                   |  |  |                     |  |
| Elisabetta Cristina di Brunswick-Wolfenbüttel |                      | Luigi Rodolfo di Brunswick-Lüneburg   |                                                              |  |  |       |  |  |                   |  |  |                     |  |
|                                               |                      | Cristina Luisa di Oettingen-Oettingen | Alberto Ernesto I di Oettingen-Oettingen                     |  |  |       |  |  |                   |  |  |                     |  |
|                                               |                      | Cristina Luisa di Oettingen-Oettingen | Alberto Ernesto I di Oettingen-Oettingen                     |  |  |       |  |  |                   |  |  |                     |  |
|                                               |                      | Cristina Luisa di Oettingen-Oettingen | Cristina Federica di Württemberg                             |  |  |       |  |  |                   |  |  |                     |  |
|                                               |                      | Cristina Luisa di Oettingen-Oettingen |                                                              |  |  |       |  |  |                   |  |  |                     |  |

## Titolo e trattamento
- 4 febbraio 1750 - 23 dicembre 1762 Sua Altezza Reale l'arciduchessa Maria Giovanna d'Austria, arciduchessa d'Austria, principessa di Boemia, Toscana, Ungheria, Croazia, Slavonia, Slesia, Moravia ecc.